# Nacjonalistyczna Partia Timoru Wschodniego
Nacjonalistyczna Partia Timoru Wschodniego (PNT, port. Partido Nacionalista Timorense) – partia na Timorze Wschodnim o charakterze nacjonalistycznym. Założona 15 czerwca 1999 roku.

## Wyniki wyborcze
W wyborach parlamentarnych w 2001 roku PNT zdobył 2,2% głosów i dwa mandaty.
Podczas drugich wyborów parlamentarnych w 2007 roku partia otrzymała tylko 10 057 głosów i z wynikiem 2,42% nie przekroczyła nowego progu wyborczego 3%. Największe poparcie PNT zdobyło w dystrykcie Baucau, gdzie otrzymało 1273 głosów, a najmniejsze (1183 głosów) – w dystrykcie Viqueque. Ugrupowanie nie wystartowało w wyborach parlamentarnych w 2012 roku ze względu na fakt, iż władze partii nie przedłożyły w wyznaczonym terminie listy kandydatów.